# Wellenhose

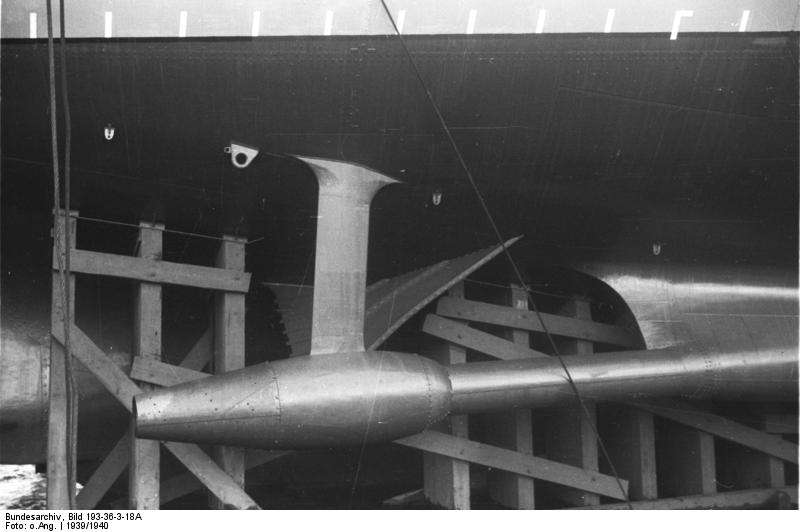
Die Wellenhose (drei Wellen) des Schlachtschiffs Bismarck. Man sieht die Wellenböcke, mit denen die Wellenlager gegen Vibrationen am Rumpf befestigt sind.

Als Wellenhose wird die Führung der Schraubenwelle eines Schiffes bezeichnet, die diese Welle zwischen Austritt aus dem Rumpf und dem Propeller umschließt. Das Wort setzt sich aus dem deutschen „Welle“ für „Propellerwelle“ und dem englischen „hose“ für „Röhre“ zusammen.

## Verwendung
Wellenhosen findet man häufig bei Schiffen mit mehr als einem Propeller. Durch sie kann das hydrodynamische Profil des Rumpfes vom Antrieb unabhängig optimiert werden, indem der Propeller weit hinter dem Austritt der Welle aus dem (sich nach achtern verjüngenden) Rumpf angebracht wird. So kann das Ruder die beste Hebelwirkung auf den Drehpunkt des Schiffs entfalten und der Propeller strömt auch bei Langsamfahrt (z. B. Manövriertätigkeit im Hafen) das Ruderblatt gut an. Dies ermöglicht auch eine sinnvolle Anordnung mit mehreren Ruderblättern, jeweils eines hinter jeder Schiffsschraube. Nachteilig ist jedoch, dass eine solche (teilweise mehrere Meter messende) überlange Welle gegen das Auftreten von Schwingungsbewegungen abgefangen werden muss. Dies wird meistens durch eine Verstrebung gegen Rumpf und Kiel oder eine finnenförmige Umhausung erreicht, die über die gesamte Länge mit dem Rumpf verbunden ist. In der Wellenhose befinden sich Schmierfett-Kanäle zur Versorgung des außerhalb des Rumpfes gelegenen Wellenlagers. Unmittelbar vor dem Propeller findet sich der Simmerring.

## Wirkung
Die Konfiguration eines Propellers mit Wellenhose verleiht dem Propeller eine gute Anströmung mit Wasser, ebenso kann, wie oben genannt, auch das Ruder ideal wirken. Nebenbei wird das Ansaugen von Luft und die dadurch erleichtert entstehende Kavitation geringer. Nachteilig ist, dass die Motorwelle sehr schwer ist und das Anlaufen und Umsteuern somit verzögert werden. Zudem können Schwingungen entstehen und ein Propeller mit ungradzahliger Propellerblattanordnung wird notwendig. Bei Kriegsschiffen führten Beschädigungen an einer (oder mehreren) Wellenhosen wiederholt zu Totalverlusten, z. B. der der Prince of Wales.